# Wachs – Apollo – Milli – Unschlitt

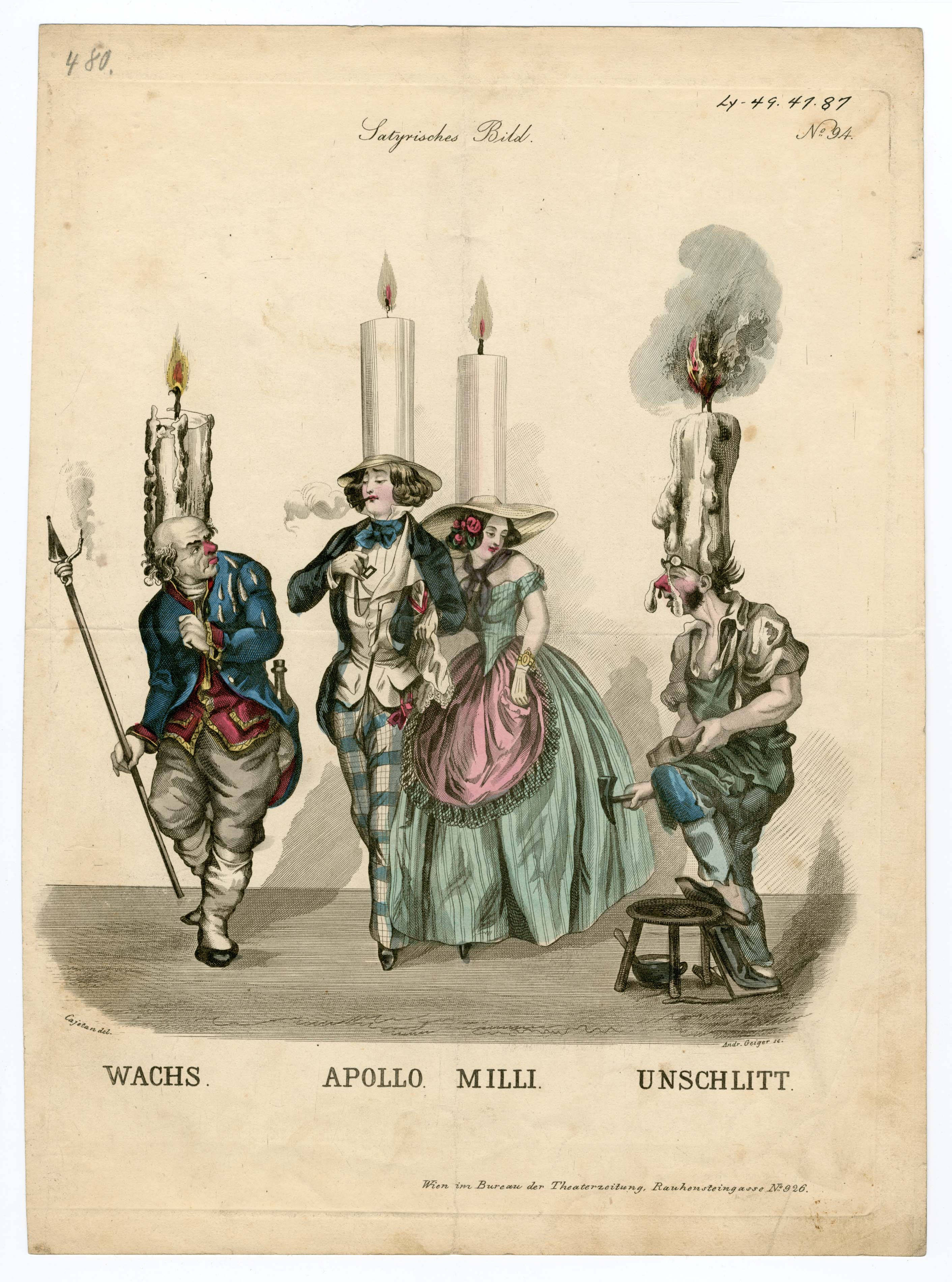
Satyrisches Bild No. 94, Beilage der Wiener Theaterzeitung vom 27. November 1847

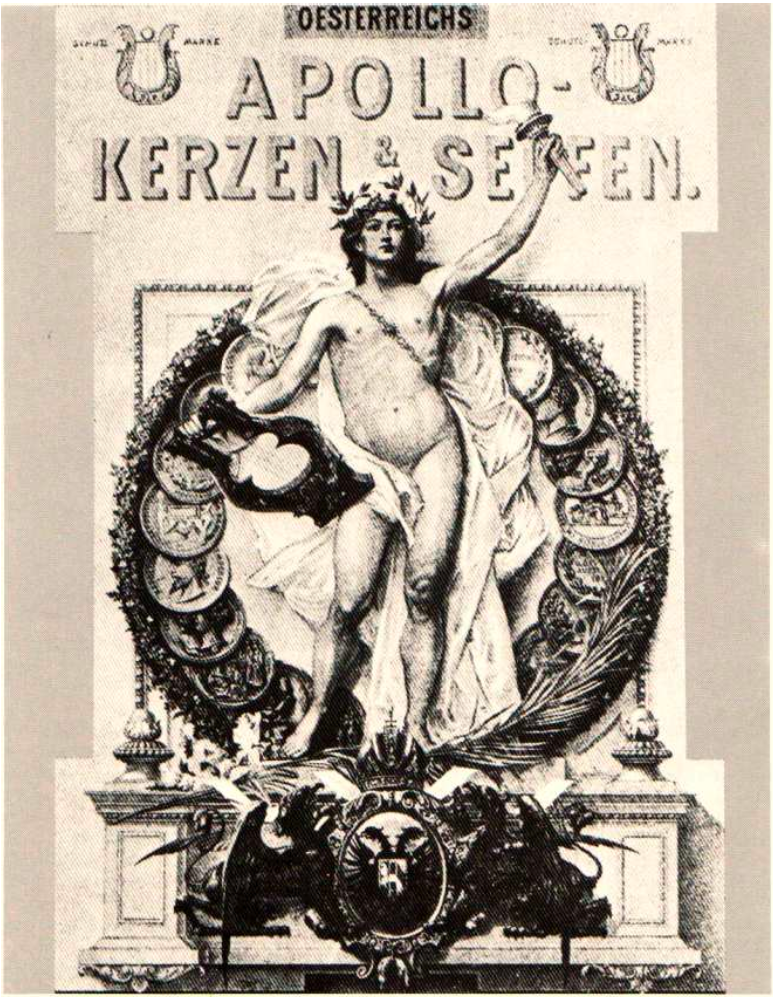
Werbung Apollo-Kerzen und Seifen (1899)

Wachs – Apollo – Milli – Unschlitt ist eine Karikatur des österreichischen Zeichners Anton Elfinger, genannt Cajetan. Das von dem Kupferstecher Andreas Geiger d. J. vervielfältigte Blatt entstand 1847 als „Satyrisches Bild No. 94“ für die Wiener Theaterzeitung und zeigt vier personifizierte Kerzen aus drei Kerzenrohstoffen: Bienenwachs, Stearin und Talg. Die beiden makellosen Kerzen im Zentrum sind flankiert von tropfenden, rußenden, qualmenden Pendants. Ihre Namen „Apollo“ und „Milli“ beziehen sich auf zwei 1839 in Wien gegründete Stearinkerzenfabriken gleichen Namens. Die Grafik ist einerseits ein Loblied auf die Entwicklung der Stearinkerze. Andererseits karikiert sie die Arroganz einer neureichen Oberschicht.

## Beschreibung der Karikatur
Das 31,5 × 24,5 cm große Blatt zeigt vier personifizierte Kerzen namens Wachs, Apollo, Milli und Unschlitt. Die körperliche Nähe und die räumliche Distanz zu den beiden Gesellen links und rechts definieren Apollo und Milli eindeutig als zusammengehörig. Das Paar tritt selbstbewusst auf, ist modisch und adrett gekleidet, kunstvoll frisiert und von einer kultivierten Aura umgeben. Er schreitet stolz erhobenen Hauptes und wirkt dadurch siegesgewiss, aber auch recht affektiert. Sie hat sich bei ihm untergehakt, ihre Mimik entlarvt sie als einfältiges Geschöpf. Hinter den beiden Personen ragen zwei reinweiße, hochglanzpolierte, sauber und gleichmäßig abbrennende Kerzen hervor.
Die beiden anderen Figuren stehen dazu im krassen Gegensatz. Wachs trägt zwar ebenfalls höfische Kleidung; sie ist jedoch in schlechtem Zustand, die Hose verbeult, die Strümpfe grau, das Jackett abgetragen und mit Wachs bekleckert. Die aus der linken Jackentasche herausschauende Flasche und die rote Nase unterstreichen die Verwahrlosung. Der Kastellan trägt in seiner Rechten ein qualmendes Löschhütchen, seine Haltung ist gekrümmt, seine Kerze tropft und flackert. Noch weniger ergiebig ist der Abbrand bei Unschlitts Kerze. Statt Licht entströmen ihr nur Qualm und Ruß. Herunterlaufende dicke Schlieren lassen den Mann fast ersticken. Arbeitskleidung und Bart verweisen auf eine einfache Herkunft, Schusterhammer, Schuh und Leimtopf auf einen Schuhmacher.
Übertitelt ist der kolorierte Kupferstich mit „Satyrisches Bild No. 94“, als Verlag wird am unteren Plattenrand „Wien im Bureau der Theaterzeitung, Rauhensteingasse No. 926“ genannt. Die Namen der Urheber sind direkt unter dem Bild aufgeführt: „Cajetan del. – Andr. Geiger sc.“

## Künstler und Kunstwerk

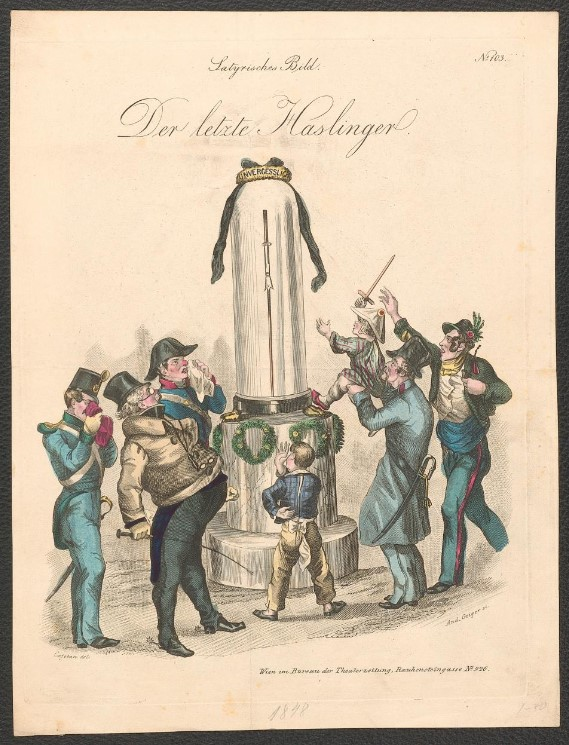
Der letzte Haslinger, Beilage der Wiener Theaterzeitung vom 20. Mai 1848

Cajetan war das Pseudonym des Wiener Arztes Anton Elfinger, der Christian Schöller 1842 als Zeichner für die Wiener Theaterzeitung ablöste. Die anschließend von Andreas Geiger, gen. der Jüngere, gestochenen, handkolorierten Karikaturen wurden den Abonnements in unregelmäßigen Abständen beigelegt sowie im angegebenen Verlagshaus verkauft. Besonders beliebt – und auflagesteigernd – waren Cajetans „Rebus“-Bilderrätsel und die „Satyrischen Bilder“. Thematisiert wurden vor allem Modetrends und Eigenheiten der Wiener, hin und wieder auch die sozialen Missstände. Nach der Aufhebung der Pressezensur während der Revolution von 1848/1849 im Kaisertum Österreich konzentrierte sich Cajetan auf politische Inhalte. Ein Beispiel ist die Beilage Der letzte Haslinger zur Theaterzeitung vom 20. Mai 1848. Sie zeigt den Jubel um die Abschaffung der „Züchtigung mit Stock- oder Ruthenstreichen“ per Dekret vom 12. Mai 1848. Das Wiener Theatermuseum führt auf seiner Website 28 Digitalisate der gemeinsamen Arbeit von Elfinger und Geiger für das Journal auf.
Das „Satyrische Bild No. 94“ war die Beilage zur Ausgabe vom 27. November 1847, in der sich auch der zugehörige, mit rund 900 Wörtern recht umfangreiche Artikel findet. Nach seinem Plädoyer für „Weniger Beleuchtung!“ leitet ein gewisser Mahler von den bedauernswerten Entwicklungen der Neuzeit zum Thema Kerzen über. Unschlittkerzen („Schusterkerzen“) würden nur noch vom Volk benutzt und Wachskerzen fast gar nicht mehr gebraucht. Stattdessen erhellten Apollo- und Milli-Kerzen die Nacht und machten sie zum Tag. Es folgt eine wenig stringente Stellungnahme zur Darstellung, wobei offenbleibt, ob sie das Ansinnen des Zeichners, die Meinung des Verfassers oder einfach nur die Gedanken Millis wiedergibt. Der Leser erfährt weder etwas über die beiden Künstler noch über die namensgebenden Fabriken und ist bei der Deutung auf sich selbst gestellt.

## Kerzenproduktion um 1850
Die Stearinkerze revolutionierte im 19. Jahrhundert den Kerzenmarkt. Die 1825 patentierte Erfindung der Pariser Chemiker Eugène Chevreul und Joseph Louis Gay-Lussac erübrigte – in Verbindung mit dem angepassten Kerzendocht von Cambacérès – das lästige „Lichtputzen“. Darüber hinaus flackerten, rauchten und rußten die neuen Lichter wenig bis gar nicht und sie konnten gegossen, also mit viel weniger Aufwand hergestellt werden. Die erste Produktionsstätte gründeten die beiden Mediziner Adolphe de Milly und Adolphe Motard 1831 unweit der Place de l’Étoile, was den Erzeugnissen im deutschen Sprachraum die Namen „Sternkerzen“ einbrachte. Erst danach setzte sich die Bezeichnung „Stearinkerze“ durch.

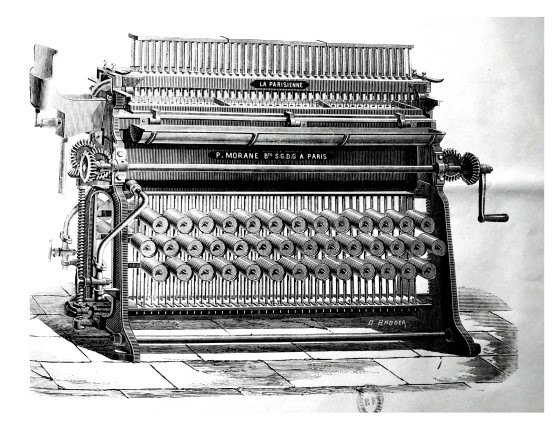
Apparatur zum Gießen von Stearinkerzen, 1856

Die traditionellen Kerzen hatten damit auf einen Schlag ausgedient. Aus Bienenwachs hergestellte Produkte waren ohnehin sehr teuer und daher immer schon dem Adel und der Kirche vorbehalten gewesen. Dem Volk blieben nur die schmierigen Lichter aus dem beim Schlachten von Rindern und Schafen als Abfall anfallenden, auch als Unschlitt bezeichneten Talg. Schusterkerzen war der Name für „eine Gattung ordinärer Unschlittkerzen“. Durch die Veredelung dieses Rohstoffs wurde das Gießverfahren optimiert, sodass sich auch die weniger betuchte Bevölkerung sauber abbrennende Kerzen leisten konnte. Eine 1856 auf den Markt gebrachte Apparatur des Pariser Mechanikers François-Paul Morane war darauf ausgelegt, stündlich 14.400 Kerzen zu produzieren.

## Fabriken als Namensgeber für Milli und Apollo

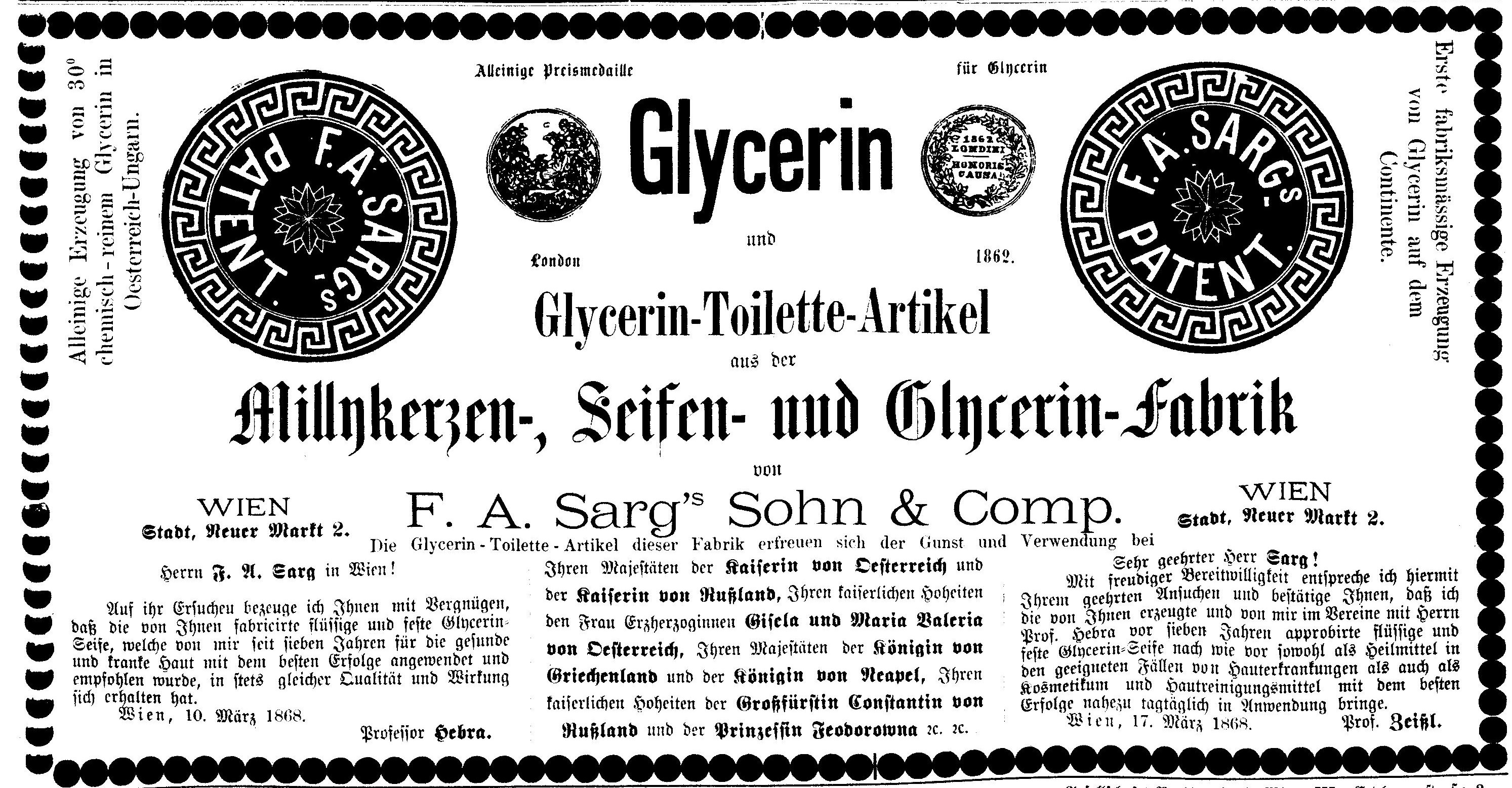
Inserat F. A. Sarg’s Sohn & Comp. (1872)

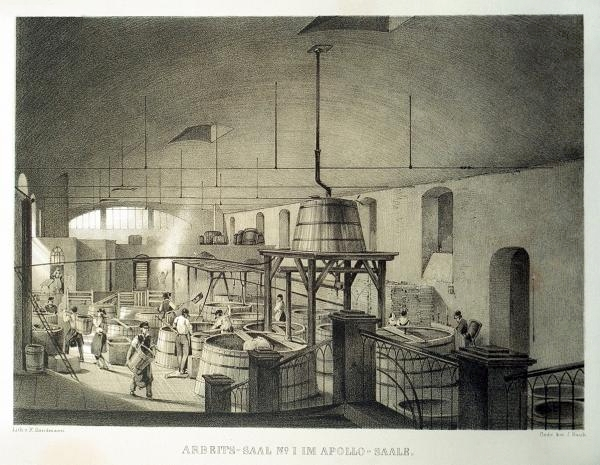
Apollo-Kerzenfabrik, Arbeitssaal 1 (vor 1859)

Die Entwicklung der Stearinkerze machte ständig Fortschritte und die Erfindung verbreitete sich rasant. Um 1837 erreichte sie auch Wien, wo Adrien Gustave de Milly die erste erfolgreiche Stearinkerzenfabrik Österreich-Ungarns gründete. Der Unternehmer wird in der Literatur gelegentlich mit seinem Bruder Louis Adolphe verwechselt, was auf dem gemeinsamen „A“ bei den Vornamen beruhen dürfte. Richtig ist: Gustave de Milly beantragte im Mai 1837 ein Privileg zur Erzeugung von Stearinkerzen. Er erhielt es im Dezember 1839 und eröffnete daraufhin seine Milly-Kerzen-Fabriks-Gesellschaft in der Vorstadt Wieden. Die „unter dem Namen Milly-Kerzen in den Handel“ gebrachten Kerzen waren „als die ältesten in Oesterreich-Ungarn eingeführten Stearinkerzen anzusehen“. Der Produktname wurde bis zur Übernahme des Unternehmens durch Unilever 1929 verwendet.
Kurz nach der Firmengründung trat ein ernstzunehmender Wettbewerber auf den Plan: die von Wenzel Franz Mareda und sieben weiteren Wiener Seifensiedern vor 1837 ins Leben gerufene und im Januar 1839 mit einer Konzession versehene Erste österreichische Seifensieder-Gewerks-Gesellschaft. Für die Kerzenherstellung war zunächst eine alte Unschlittschmelze im Wiener Vorort Penzing vorgesehen. Als kurz darauf der ehemalige Apollosaal zum Verkauf stand, wurde die Fabrik in der Wiener Vorstadt Schottenfeld eingerichtet. Durch den Erwerb der von den Gebrüdern Schrader gegründeten Fabrik gelangte die Gesellschaft 1840 in den „Besitz des ersten österreichischen Privilegiums zur Fabrication von Stearinkerzen“ aus dem Jahr 1837. Die Kerzen und Seifen erhielten den Produktnamen „Apollo“. 1929 ereilte die Marke das gleiche Schicksal wie „Milly“.
Kerzen der Marken „Apollo“ und „Milly“ wurden gleichermaßen prämiert: mit Medaillen auf der ersten österreichischen Industrie-Ausstellung, Wien 1845, auf der Great Exhibition genannten Weltausstellung 1851 in London und auf der Ersten Allgemeinen Deutschen Industrieausstellung in München 1854.